# Gwardeiski-Prospekt (Kaliningrad)
Der Gwardeiski-Prospekt (russisch Гвардейский проспект Gvardejskij Prospekt, deutsch ‚Gardeprospekt‘) ist einer von sieben Prospekten in der Stadt Kaliningrad.

## Geschichte
Die Allee hieß bis zum Ende des Zweiten Weltkriegs Deutschordensring und verlief östlich des Neuroßgartens. Der Deutschordensring befand sich dort, wo der Befestigungsring von 1626 und die Befestigungsanlage im 19. Jahrhundert erbaut worden waren. Der Deutschordensring mündete in den Hansaplatz (heute pl. Pobedy, russisch пл. Победы) am Nordbahnhof.

## Verlauf
Die Straße zweigt von der ul. Generala Butkowa (russisch ул. Генерала Буткова) in Richtung Norden ab, quert die Gornaja ul. (russisch Горная ул.; die westliche Verlängerung des Moskowski Prospekts, russisch Московский пр.) und endet am pl. Pobedy bzw. Leninski Prospekt (russisch Ленинский пр.). In nordöstlicher Richtung wird sie von der Garaschnaja ul. (russisch Гаражная ул.; früher: „Belle-Alliance-Straße“) fortgesetzt.

## Gebäude

### Ausfalltor

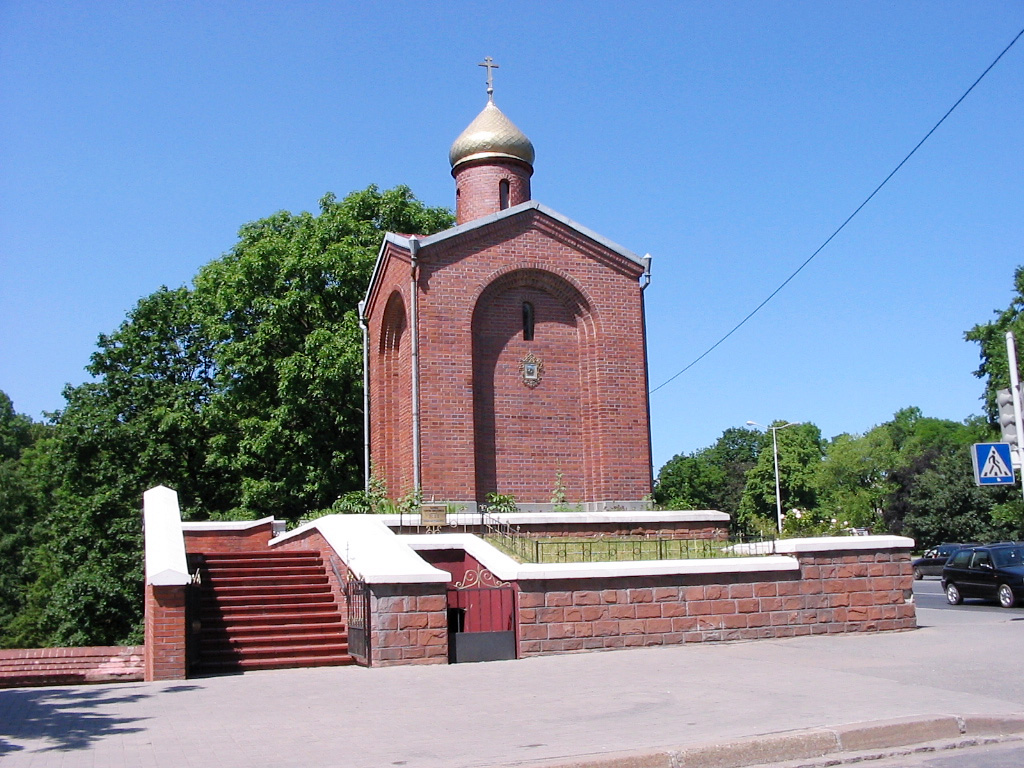
Ausfalltor

Reste des Ausfalltors befinden sich an der Kreuzung von Gornaja ul. („Friedrich-Ebert-Straße“) und Gwardeiski-Prospekt („Deutschordensring“). Das Tor war Teil der Befestigungsanlage, die im 19. Jahrhundert errichtet worden war.

### Denkmal für die 1200 Gardesoldaten

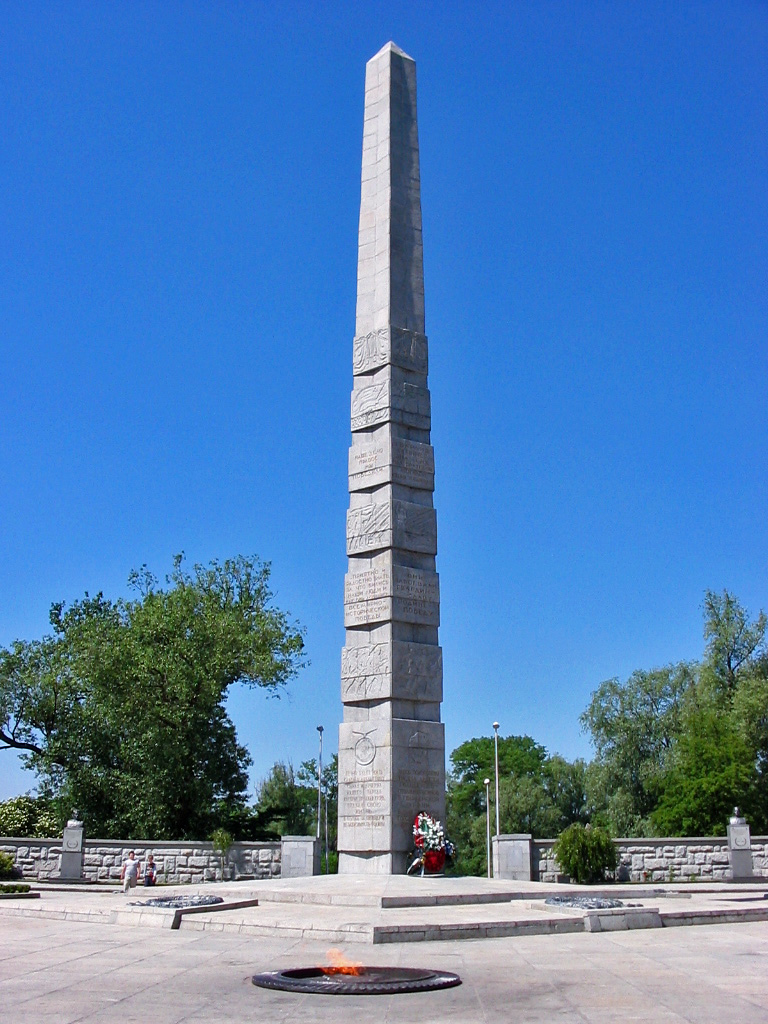
Denkmal für die 1200 Gardesoldaten

Am 8. Mai 1945 forderte der kommandierende General der Königsberger Garnison und Vorsitzende des Militärrates Kusma Galizki, eine Gedenkstätte über dem Massengrab von 1200 bei den Kämpfen gefallenen Soldaten der 11. Gardearmee zu errichten. Das am 30. September 1945 eingeweihte Denkmal für die 1200 Gardesoldaten war der „erste sowjetische Neubau“, der in Kaliningrad entstand. Die Gedenkstätte befindet sich am Südabschnitt des Gwardeiski-Prospekts auf einer Bastion der alten Stadtbefestigung. Sie besteht aus einem halbkreisförmigen Platz, der auf der ehemaligen Bastion angelegt wurde. In der Mitte der Gedenkstätte steht ein 15 m hoher Obelisk aus Granit. Auf den Podesten am Eingang der Gedenkstätte befinden sich die Skulpturengruppen Sturm und Sieg. Die Entwürfe stammen von den Architekten Innokenti Meltschakow (russisch И. Д. Мельчаков) und Sergei Nanuschjan (russisch С. С. Нанушьян), die Reliefs wurden unter der Leitung des litauischen Bildhauers Juozas Mikenas (russisch Юозас Микенас) geschaffen.